# Kostel svatého Mikuláše (Velké Meziříčí)
Kostel svatého Mikuláše ve Velkém Meziříčí je římskokatolický farní a děkanský kostel farnosti Velké Meziříčí v rámci brněnské diecéze. Stojí na Náměstí ve Velkém Meziříčí, jehož je přirozenou dominantou a nejstarším kostelem ve městě. Samotný kostel stojí ve výšce 425 metrů nad mořem, je dlouhý 47,6 metrů a jeho nejvyšší částí je věž se svými 64 metry. Je chráněn jako kulturní památka.

## Historie

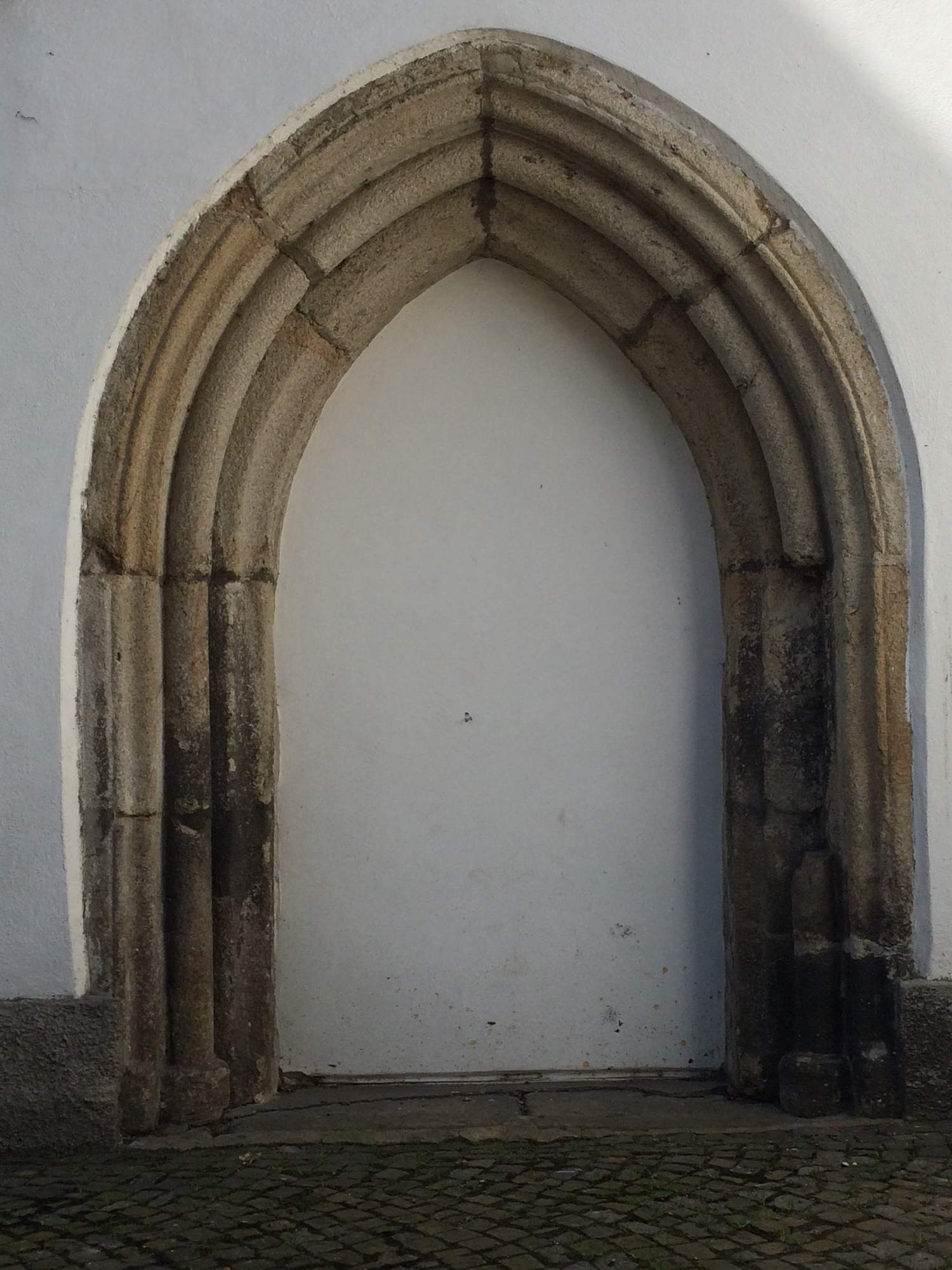
Raně gotický lomený portál z doby výstavby kostela ve druhé polovině 13. století.

### Počátky kostela ve 13.–14. století

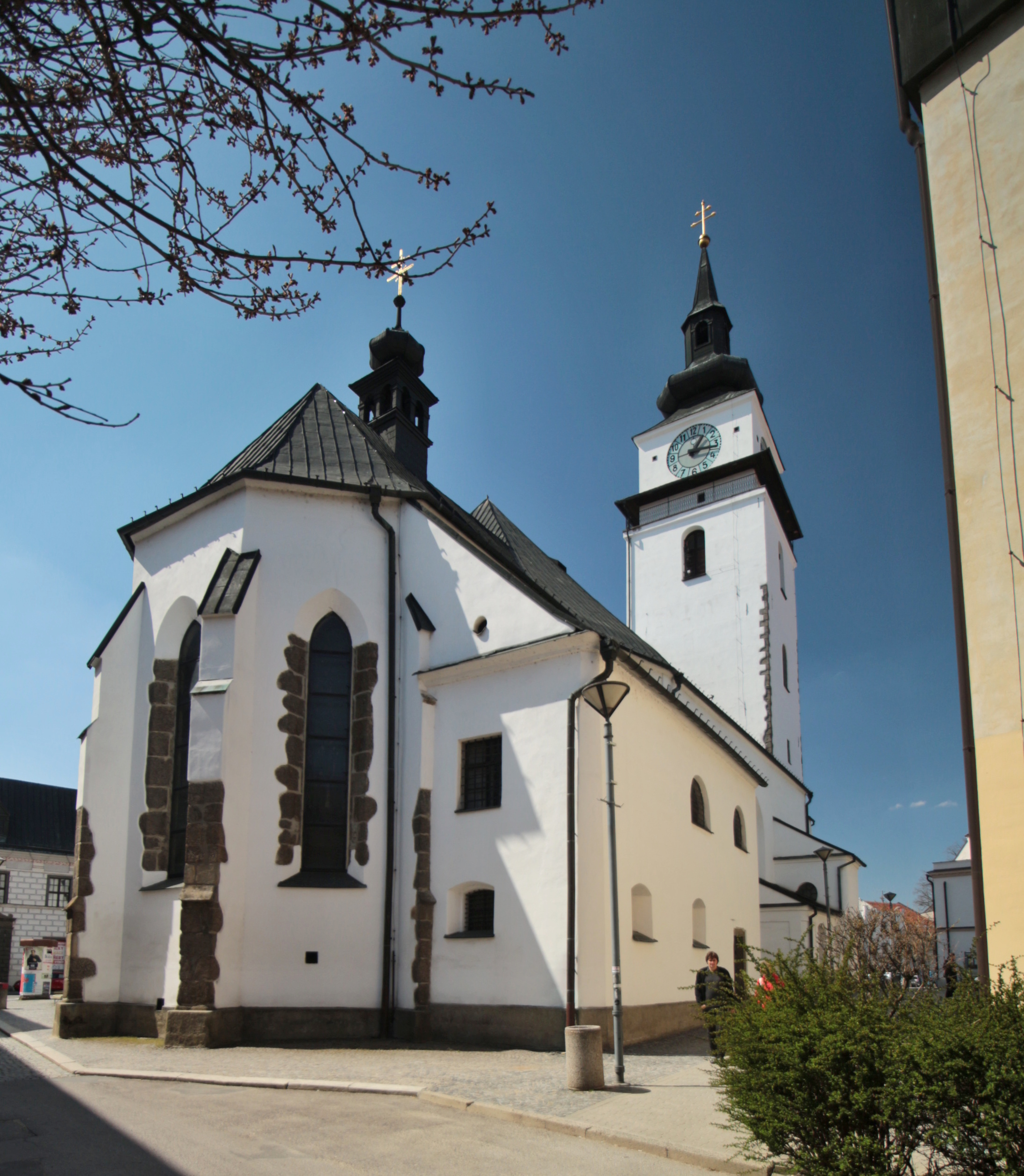
Závěr kostela sv. Mikuláše na náměstí ve Velkém Meziřičí

Počátky kostela sahají hluboko do středověku. První zmínka o kostele a duchovní správě ve městě pochází z roku 1317, kdy byl zdejším duchovním správcem, zderazským proboštem Sobkem, potvrzen dar Mařky z Lhoty. Ta kostelu darovala tři lány v Balinách a liturgické potřeby. Také se uvádí, že se v kostele nacházela kaple sv. Michaela, jejíž polohu však v rámci chrámu neznáme. Nejstarším prvkem kostela je tedy nízký lomený portál v raně gotickém stylu na severní straně, který s největší pravděpodobností sloužil ke vstupu. Je hrotitý, s pruty vyrůstajícími z polygonálních soklíků, ale u vnějšího páru ještě spojený drobným drápkem. Byl odkryt v letech 1946 – 1947 a díky tomuto portálu lze výstavbu kostela datovat do druhé poloviny 13. století. Kostel měl pravděpodobně presbytář a jednu loď zakrytou dřevěným stropem. K dalším nejstarším částem patří obvodové zdivo presbytáře a celá severní stěna s lomeným portálem.

### 15.–17. století

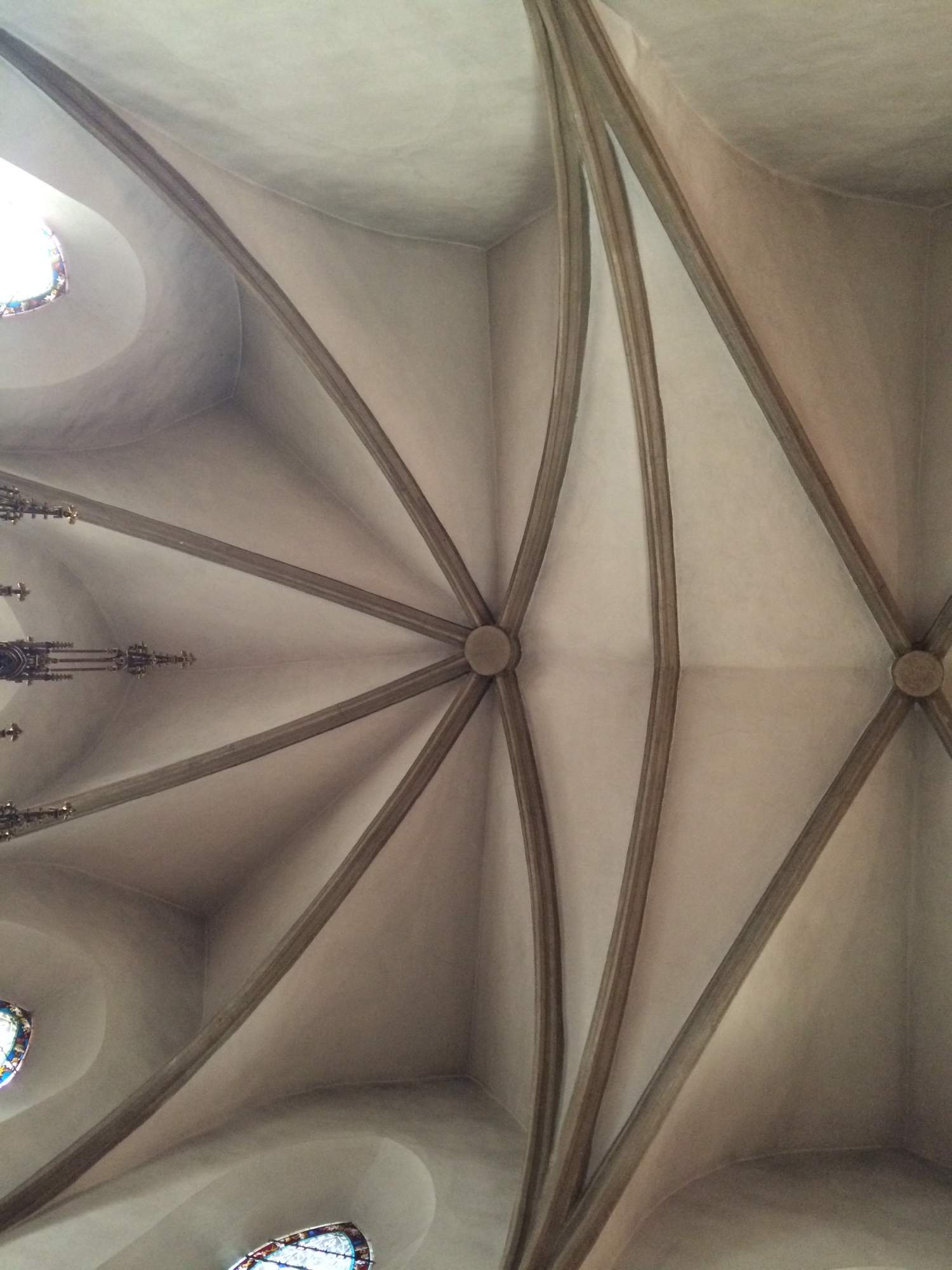
Zaklenutí závěru presbytáře.

V 15. století, když byl ve městě u moci šlechtic Lacek z Kravař a jeho potomci proběhlo zaklenutí lodi, která byla v této době rozdělena, a tak vzniklo dvojlodí s dělicími sloupy. To vedlo k domněnce, často citované ve starší literatuře, že kostel vznikl spojením dvou chrámů postavených v těsné blízkosti. Dále vznikla boční, jižní loď a byl překlenut presbytář. Vznikla také věž čtvercového půdorysu, která v době své dostavby v roce 1420 dosahovala výšky téměř osmdesáti metrů. Dokončení této přestavby dokazuje v závěru jižní lodi namalovaný kalich s letopočtem 1479. Později byl kostel v držení utrakvistických kněží, které okolo roku 1576 vystřídali luteránští duchovní správci. Boje mezi konfesemi znamenaly pro kostel velké ztráty v jeho vnitřním vybavení.
24. června 1679 byl kostel vysvěcen biskupem Janem Josefem Breunerem z Olomouce.

### Od 18. století
Další velké úpravy kostela vedené vrchnostenským stavitelem Janem Fabichem probíhaly v letech 1774-1775. Došlo při nich k nahrazení staré gotické střechy novou nižší, rozšíření gotických oken, z nichž byly odstraněny kružby, zazdění severního portálu a proražení nového kvůli přístavbě kaple Panny Marie Sedmibolestné a celkové barokizaci interiéru, který dostal nové oltáře, kazatelnu a pánskou oratoř nad sakristií.
Za velkou škodu v roce 1883 lze považovat použití nečitelných náhrobních kamenů z presbytáře na dlažbu v průjezdu fary. Při této opravě kostela byla také položena nová dlažba, vyměněna malovaná okna, postaven nový oltář a pod věží proražen nový vchod s portálem.
Přibližně do roku 1800 byl kostel obklopen hřbitovem se vzrostlými topoly, na kterém se ale už nepohřbívalo. Pak byl hřbitov zrušen a materiál ze zbořené hřbitovní zdi byl použit na stavbu školy.

### Rekonstrukce ve 20. století
Ve 20. století došlo k dalším rekonstrukcím. V roce 1925 dostal kostel novou střechu a proběhl nátěr fasád. Roku 1930 došlo k restauraci interiéru a roku 1947 byla při opravě fasád otlučena venkovní omítka a odkryt již zmiňovaný portál na severní straně. V roce 1986 byla opravena celá věž a z báně byla vyňata skříňka s pamětními zápisy a předměty, které byly prohlédnuty a po přidání současných listin znovu vloženy do věže. O čtyři roky později, tj. roku 1990 byla opravena i loď a střecha pokryta měděným plechem. Dále byl také roku 1992 kostel vymalován, do interiéru pořízeny nové lavice a obětní stůl, který podle Ludvíka Kolka udělal Petr Novák z Lhotek.

## Architektura exteriéru

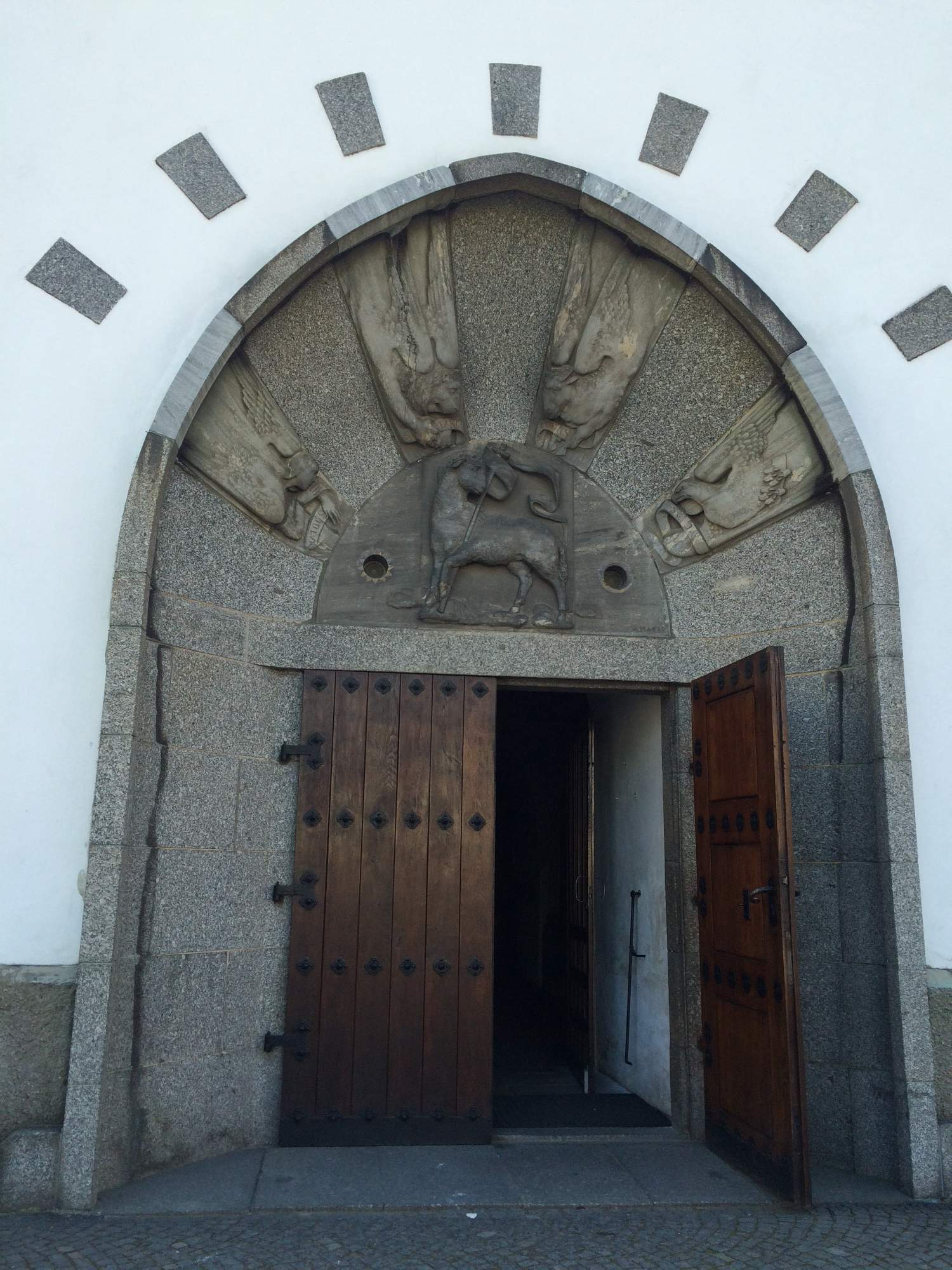
Lomený portál, hlavní vstup do kostela, je zdoben reliéfy čtyř evangelistů okolo Beránka Božího. Vyrobeny byly místním rodákem Jiřím Markem a do portálu usazeny roku 1954.

### Vstupní portál
Z architektonického hlediska lze kostel pokládat za složitý a současná podoba je výsledkem několika přestaveb. Lomený portál, hlavní vstup do kostela, je zdoben reliéfy čtyř evangelistů okolo Beránka Božího. Vyrobeny byly místním rodákem Jiřím Markem (akademický sochař) a do portálu usazeny roku 1954. Tato rekonstrukce proběhla za faráře a děkana Bohumila Buriana. Reliéfy jsou z hodovské žuly a lipovského mramoru. Jiří Marek je autorem i kamenné sochy sv. Antonína, která je umístěná pod věží. Naproti ní měla být ještě socha sv. Judy Tadeáše, ale kvůli nástupu totality se tak nestalo. Nyní je tam dřevěná socha sv. Terezie Ježíškovy z Lisieux.

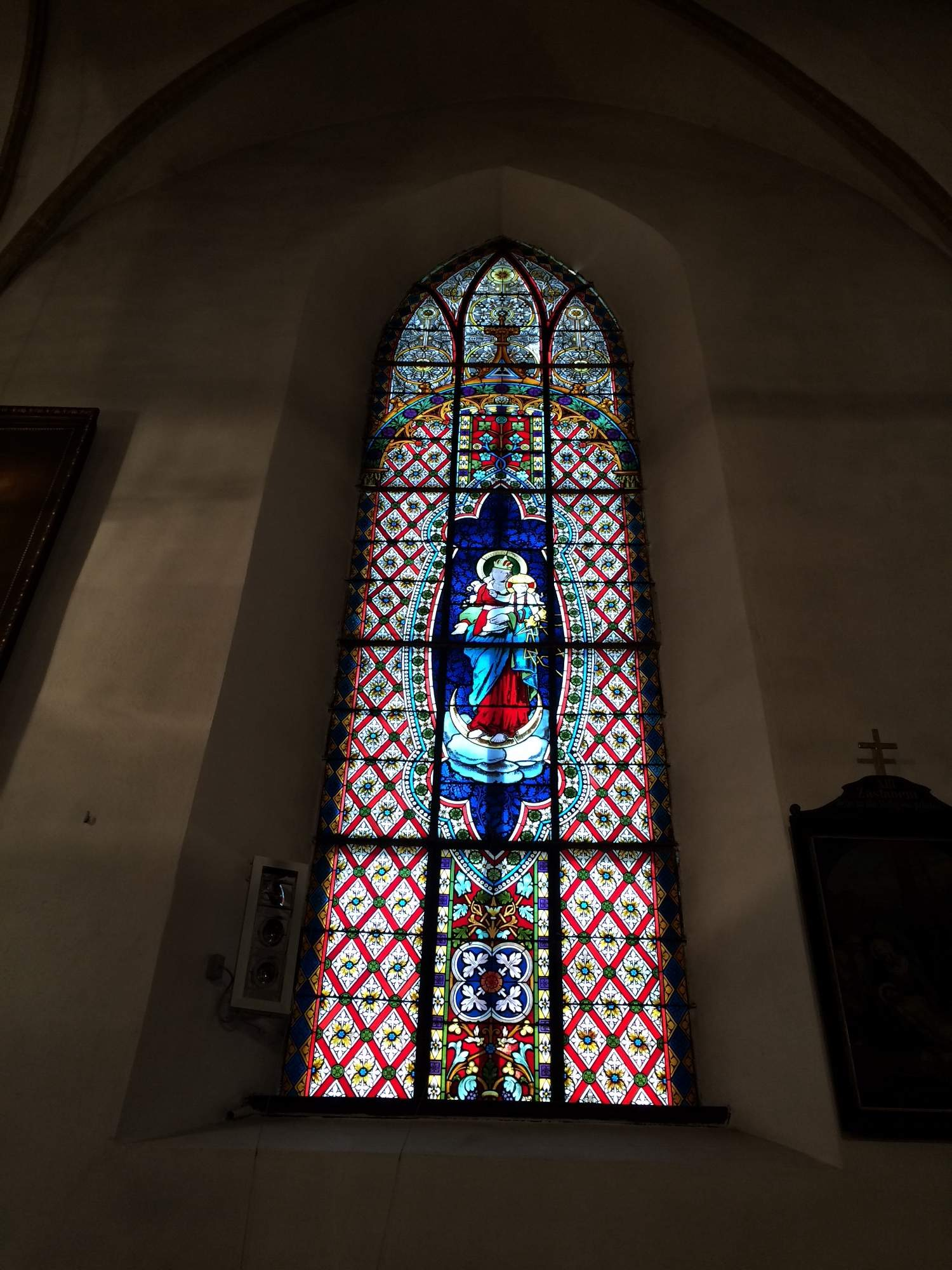
Vitráže oken

### Okna a opěrné pilíře
Ve vitrážích oken je znázorněn svatý Mikuláš Divotvůrce (biskup v Myře, patron dětí, obchodníků a lidu ohroženého vodním živlem a také patron tohoto kostela, města a farnosti), svatý Cyril a Metoděj, svatý Leopold a svatý Prokop. Okna jsem lomené, bez kružeb.
Presbytář má zevně opěrné pilíře ukončené kombinací stříšky. Jižní loď je také členěna opěrnými pilíři. Opěrné pilíře jsou odstupňované.

### Věž
Na západní straně kostela je přistavěná věž, která patrně od samého začátku sloužila ke dvěma účelům – kostelu pro umístění zvonu a městu jako strážná věž. Pro tyto účely byl v šestém patře zbudován menší byt s ochozem pro zvoníka a ponocného v jedné osobě. Je přístupná vnějším točitým schodištěm situovaným při styku věže se severní stranou kostela. Gotické kamenné zdivo sahá až do čtvrtého patra a zde bylo odděleno kordonovou římskou od zřejmě ještě posledního pátého dřevěného zvonicového patra. Vyšší patra věže jsou vybavena trámovými stropy a prvé až třetí osvětlují pravoúhlá okénka s kamenným ostěním opatřeným uvnitř rozšířenou špaletou. Segmentové okenní niky čtvrtého patra mají kamenné sedile. Základy mají obdélníkový tvar 9,80 x 10x50 metrů a nacházel se v nich sklep, zmiňovaný však až k roku 1597. Šířka zdiva v přízemí je 2,60 až 2,90 metrů. Roku 1846 byla nahrazená stará šindelová střecha plechem. Až do roku 1882 nebylo přízemí věže průchodné a do kostela se chodilo ze severní a později z jižní strany. Čtvercovitá věž byla po mnoha požárech nakonec roku 1813 snížena na dnešních 64 metrů. Již v roce 1561 jsou na věži uváděny hodiny, jejichž udržováním a chodem byl pověřen Štěpán Ježek. V současnosti jsou na věži hodiny s prosvětleným ciferníkem o průměr 4,20 metrů a jsou největší v České republice. Zhotovila je v roce 1949 firma Václav Dvořák z Vyškova. Na věži je šest zvonů se jmény Svatý Mikuláš (váha 2180 kg), Svatý Cyril a Metoděj (váha 1150 kg), Panna Maria (váha 850 kg), Svatý Josef (váha 550 kg), Svatý František (váha 127 kg) a Umíráček (váha 33 kg). Polovina z nich má výzdobu ve formě vegetabilních symbolů. Zvony byly ulity v nedalekých Martinicích.
Přistavěná jižní loď dříve neměla vlastní střechu. To dokazuje veduta z roku 1730, na níž celé trojlodí kryje vysoká strmá střecha sahající až k ciferníku hodin nad ochozem. Dnešní barokní střecha sahá o dvě patra níže.

## Architektura interiéru

### Presbytář
Presbytář kostela je tvořen pětibokým závěrem, který je klenut paprsčitě, a dvěma obdélnými křížovými poli. Žebra klenby vybíhají z profilovaných krycích desek kalichových hlavic. Žebra mají štíhlé a oblé přípory, které v závěru sbíhají až k zemi, ale jinak jsou zčásti podchyceny v nestejné výšce drobnými konzolkami. Svorníky jsou terčově profilované. Na epištolní straně ve zdi je sanktuarium a gotické sedile (kamenné sedadlo). Sedile má tvar tří lomených oblouků zakončených jeptiškou. Jednotlivé oblouky jsou odděleny drobnými konzolkami. Před hlavním oltářem je dlažbou zakrytý vchod do hrobky pod kostelem, který je patrně od častých povodní poškozena.

### Trojlodí
Původní obdélné plochostropé jednolodí bylo dvěma subtilními kamennými ortogonálními pilíři (jeden z nich označen kamenickou značkou) rozděleno na dvě asymetricky široké lodi zaklenuté síťovou žebrovou klenbou s drobnými hranolovými žebry s vyžlabením. Ty vybíhají přímo ze stěn a dříků středních pilířů a na mohutných jižních pilířích dosedají žebra na drobné polygonální konzoly tvaru dvou do sebe zasazených konkávních jehlanů s pětibokou krycí deskou. O něco vyšší hlavní loď o šířce 6,35 metrů má síťovou klenbu tvořenou trojicí paralelních žeber. Úzká severní loď má pouze 3,05m a je opatřena dvojící paralelních žeber. Ta se hladce protínají a pouze v hlavní lodi jsou ve vrcholu v prvních dvou kříženích větší kruhové otvory rámované kružbou profilovanou shodně s žebry. Přistavěná jižní loď, dotvářející trojlodí, má 6,15 metrů, je připojena rozměrnými arkádami nesenými dvěma mohutnými ortogonálními kamennými pilíři. Tato loď se skládá ze tří téměř čtvercových polí zaklenutých křížovou žebravou klenbou a závěru o pěti stranách desetiúhelníka zaklenutým paprsčitou žebrovou klenbou. Všechny klenby jsou cihelné. Ve svornících jsou erby pánů z Lomnice, Kravař a z Pernštejna. Jižní portál v boční lodi se zalamujícími se trnoži je lomený, členěný oblounky výžlabky a uprostřed se zploštělým hruškovcem.

### Ostatní části kostela
Podvěží je zaklenuto jedním polem křížové žebrové klenby s mohutnými žebry, majícími profil hranolu s vyžlabeným nárožím. Sakristie, která je z doby baroka a stojí na místě starší gotické sakristie a knížecí oratoř je přístupná z presbytáře a je zaklenuta jednoduchou křížovou klenbou. Oratoř byla vystavěna na náklady kněžny Marie Eleonory z Lichtenštejna v poslední čtvrtině 18. století. Hudební krucha je nesena čtyřmi kamennými ortogonálními pilíři.

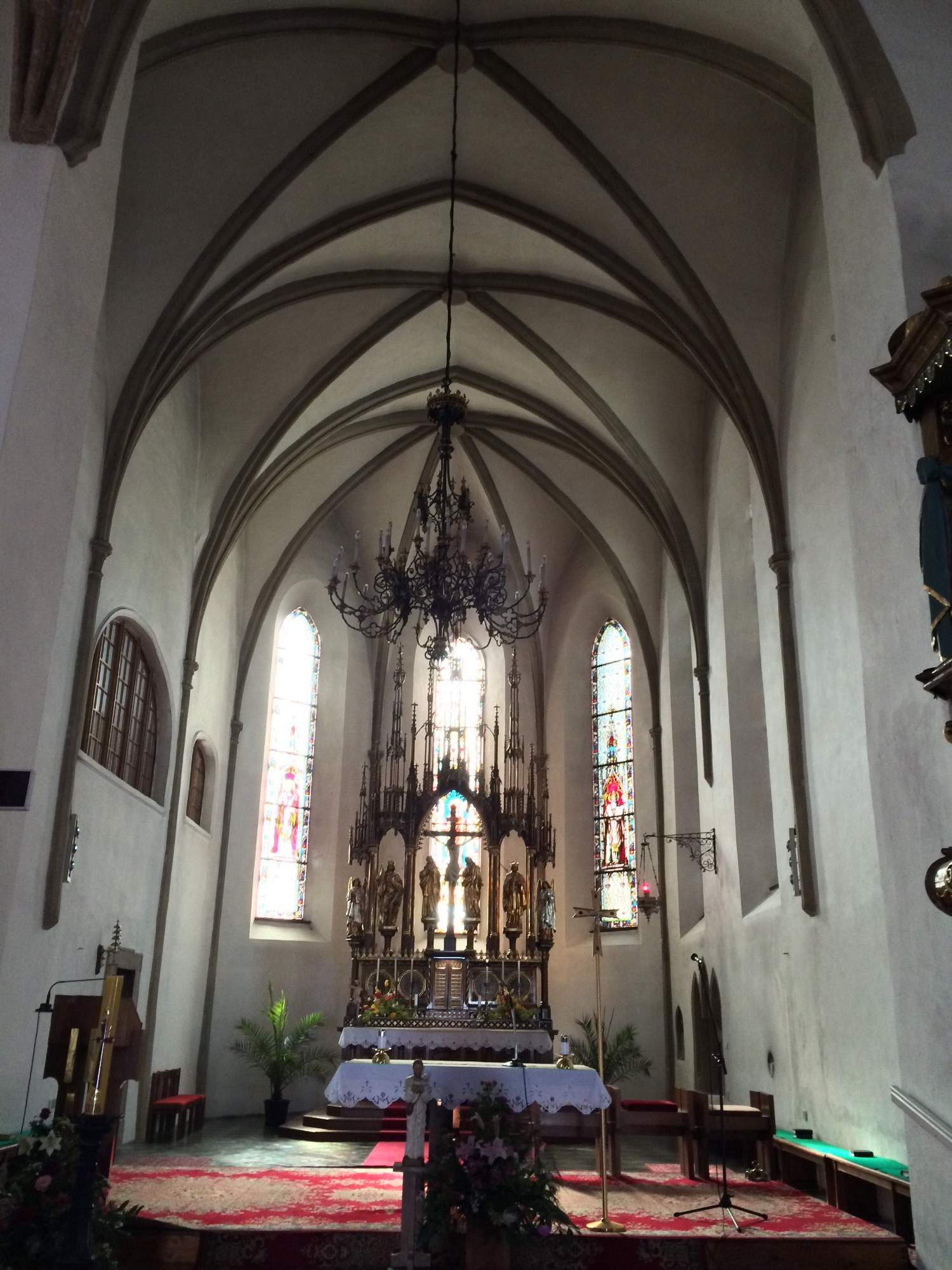
Pohled do presbytáře s hlavním oltářem, který byl zhotoven žamberským řezbářem Petrem Musilem roku 1895.

## Vybavení interiéru
Vybavení kostela je převážně z období baroka. Barokní je například kazatelna, umístěna na rozhraní jižní lodi a presbytáře. Je z mramorovaného a zlaceného dřeva z první poloviny 18. století. Z původního inventáře se do dnešních dnů dochovala pouze dřevěná socha Panny Marie z první poloviny 14. století od neznámého brněnského řezbáře.
Původně zde bylo šest oltářů, ale dnes jsou tu jen čtyři. Hlavní oltář s Kalvárií byl zhotoven v pseudogotickém slohu žamberským řezbářem Petrem Musilem roku 1895. Je vyzdoben sochami Ukřižování Páně se sochami Panny Marie a sv. Jana, Miláčka Páně, sv. Václava a sv. Jana Nepomuckého. Po stranách jsou umístěny sochy andělů. Za oltářem je okno s obrazem sv. Mikuláše darované zdejším děkanem Klipplem.
Vedlejší loď má oltář svaté Anny se soškou Pražského Jezulátka. Na boku je oltář Panny Marie Lurdské a oltář Božského Srdce. Součástí oltářů jsou sochy svaté Kateřiny Sienské, svaté Kateřiny Alexandrijské, svatého Josefa, svatého Jana Sarkandera, svatého Jana z Kříže a další. Mezi vybavení patří i obraz svatého Mikuláše a svatého Floriána. V boční předsíni je umístěn vyřezávaný reliéf Snímání z kříže zhotovený z lipového dřeva. Varhany jsou dílem Dana Davida Siebera.

## Galerie

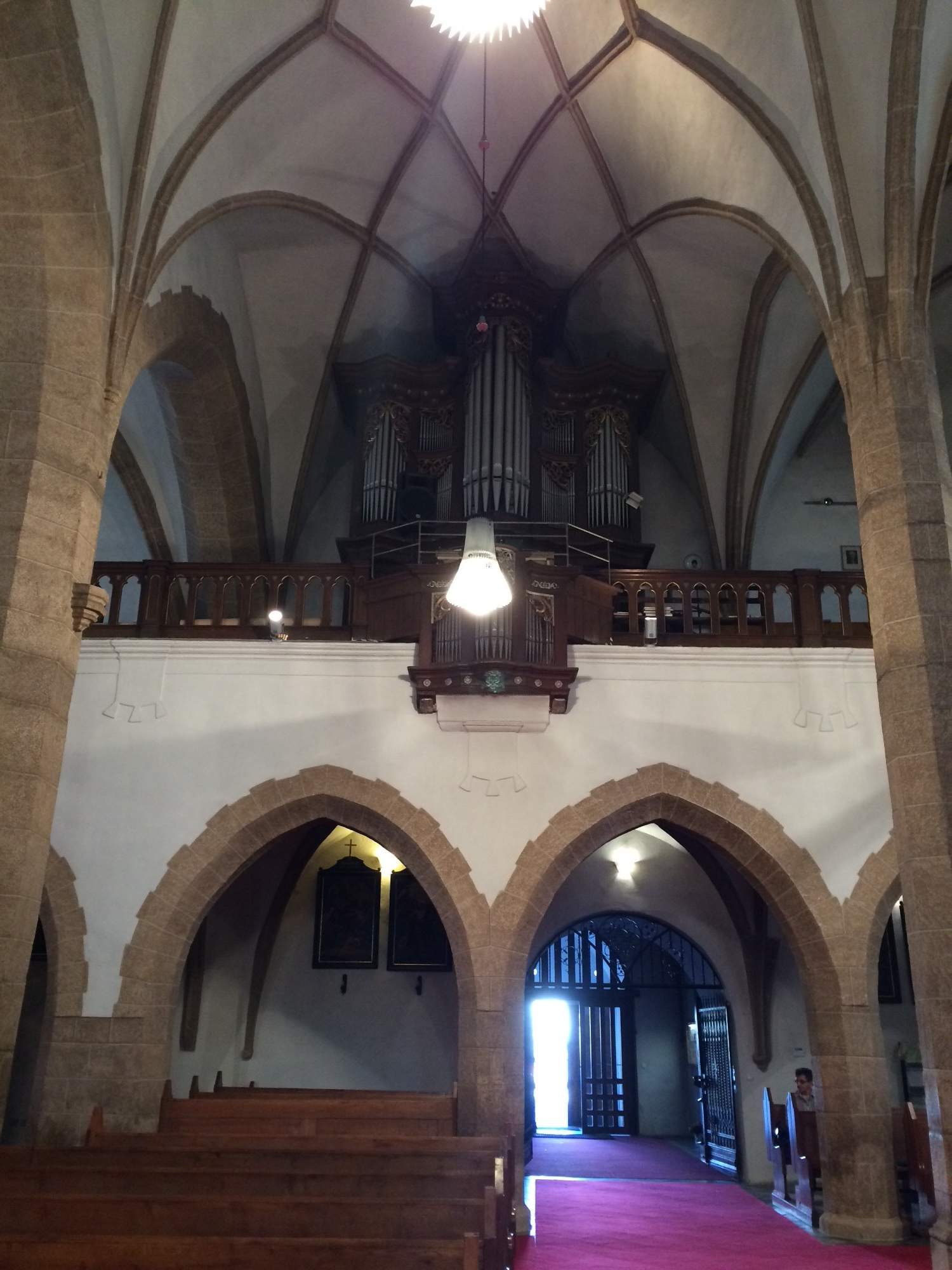
Pohled na hudební kruchtu
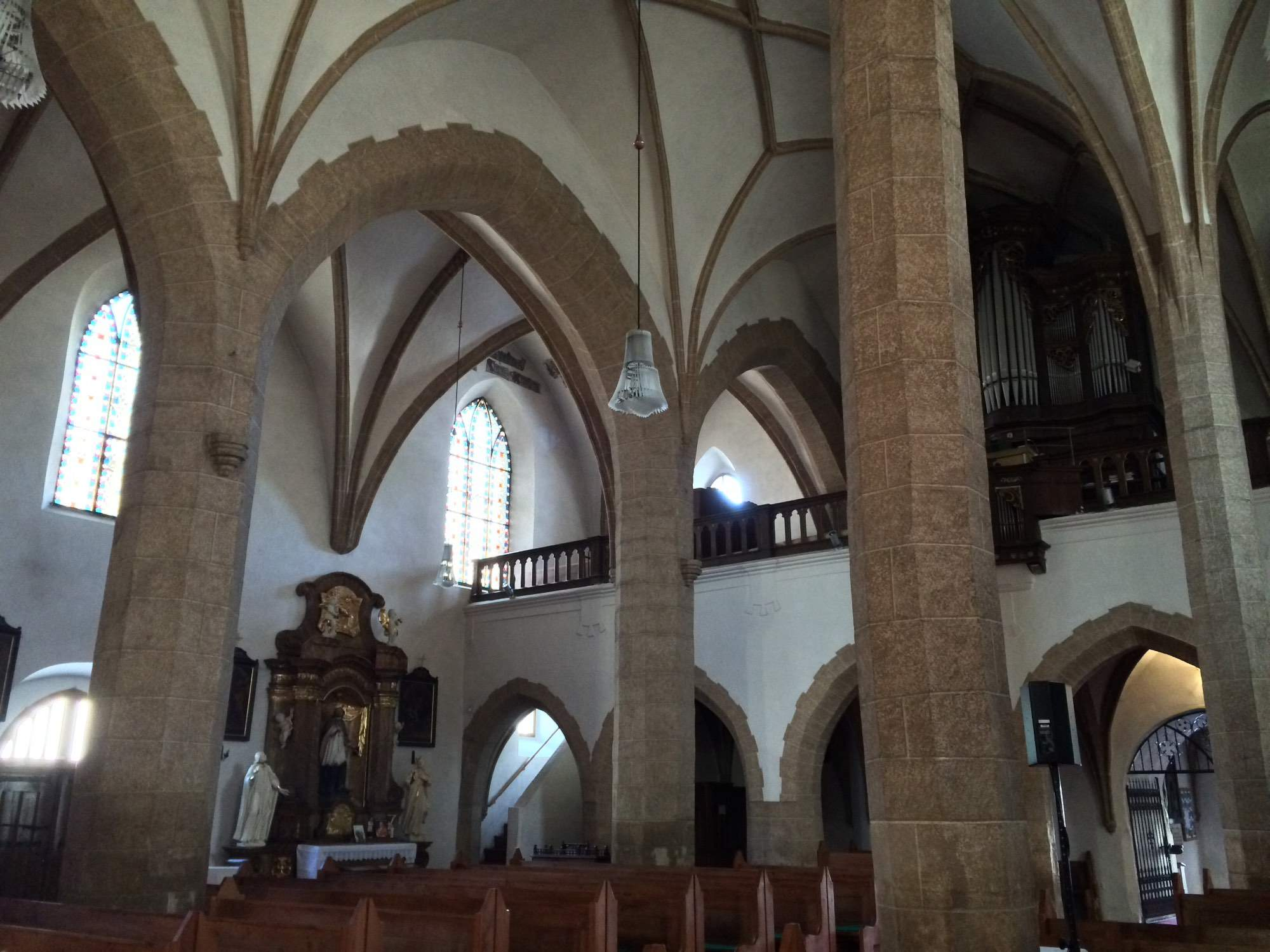
Pohled z boční lodi
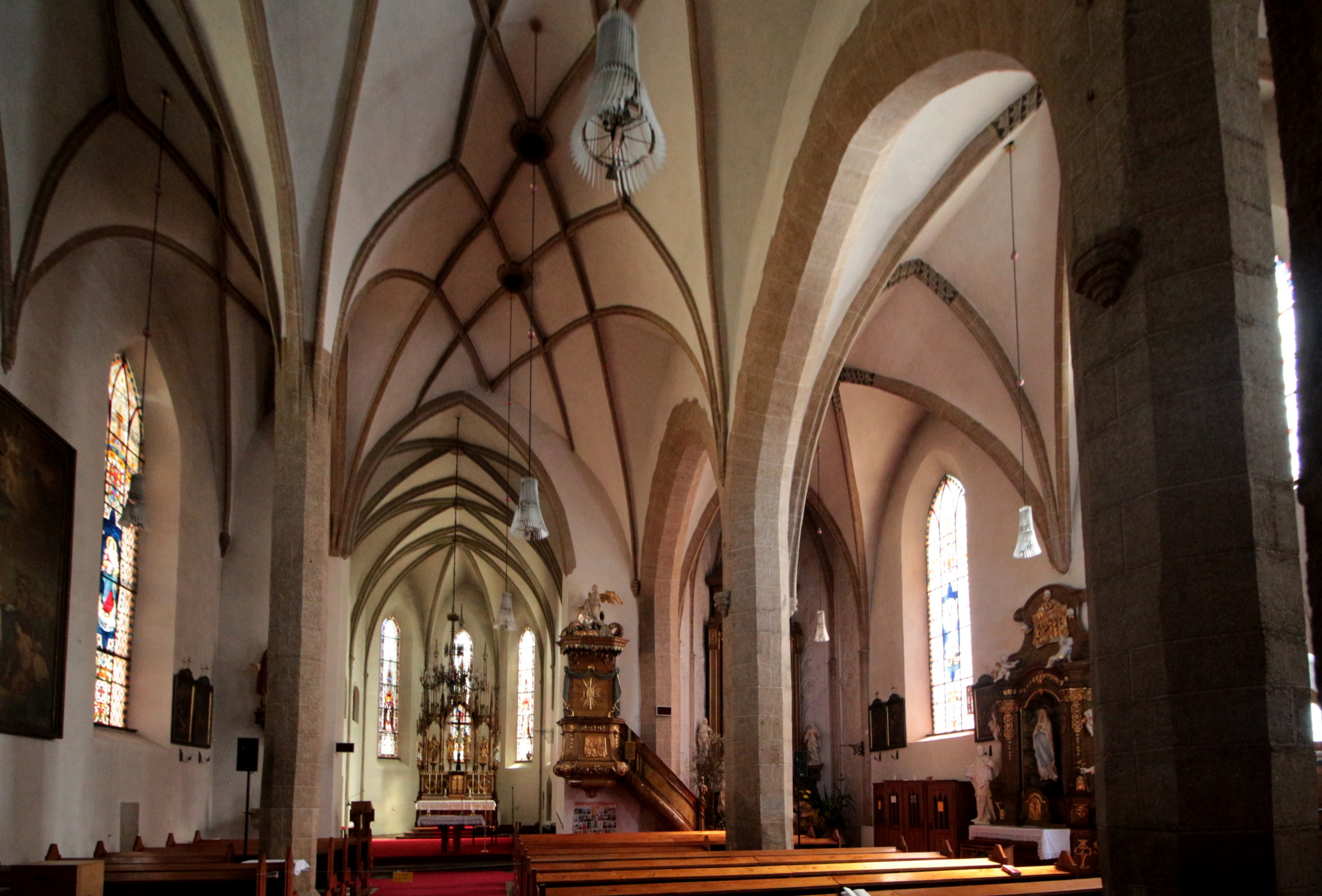
Interiér kostela
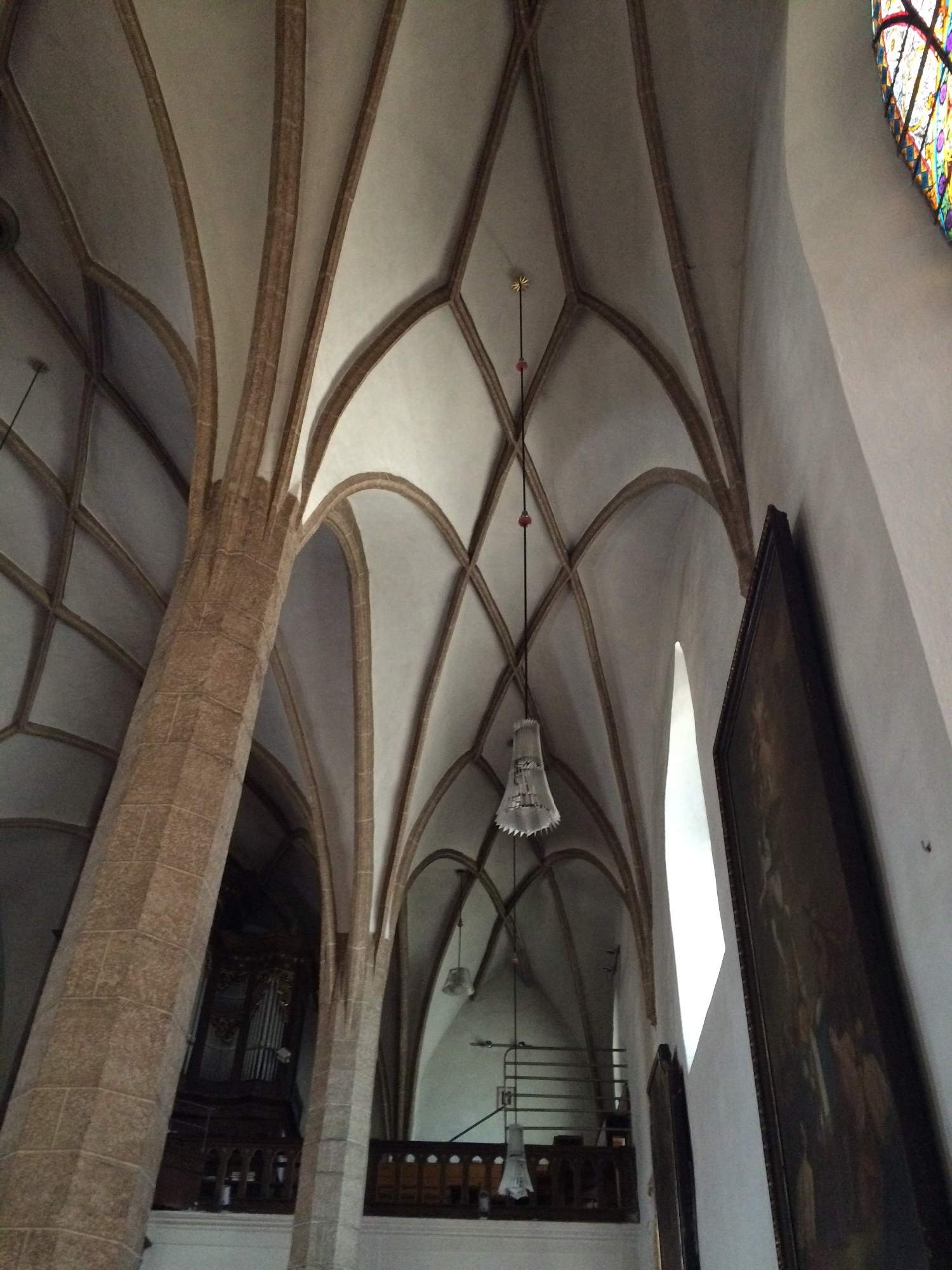
Zaklenutí lodi síťovou klenbou
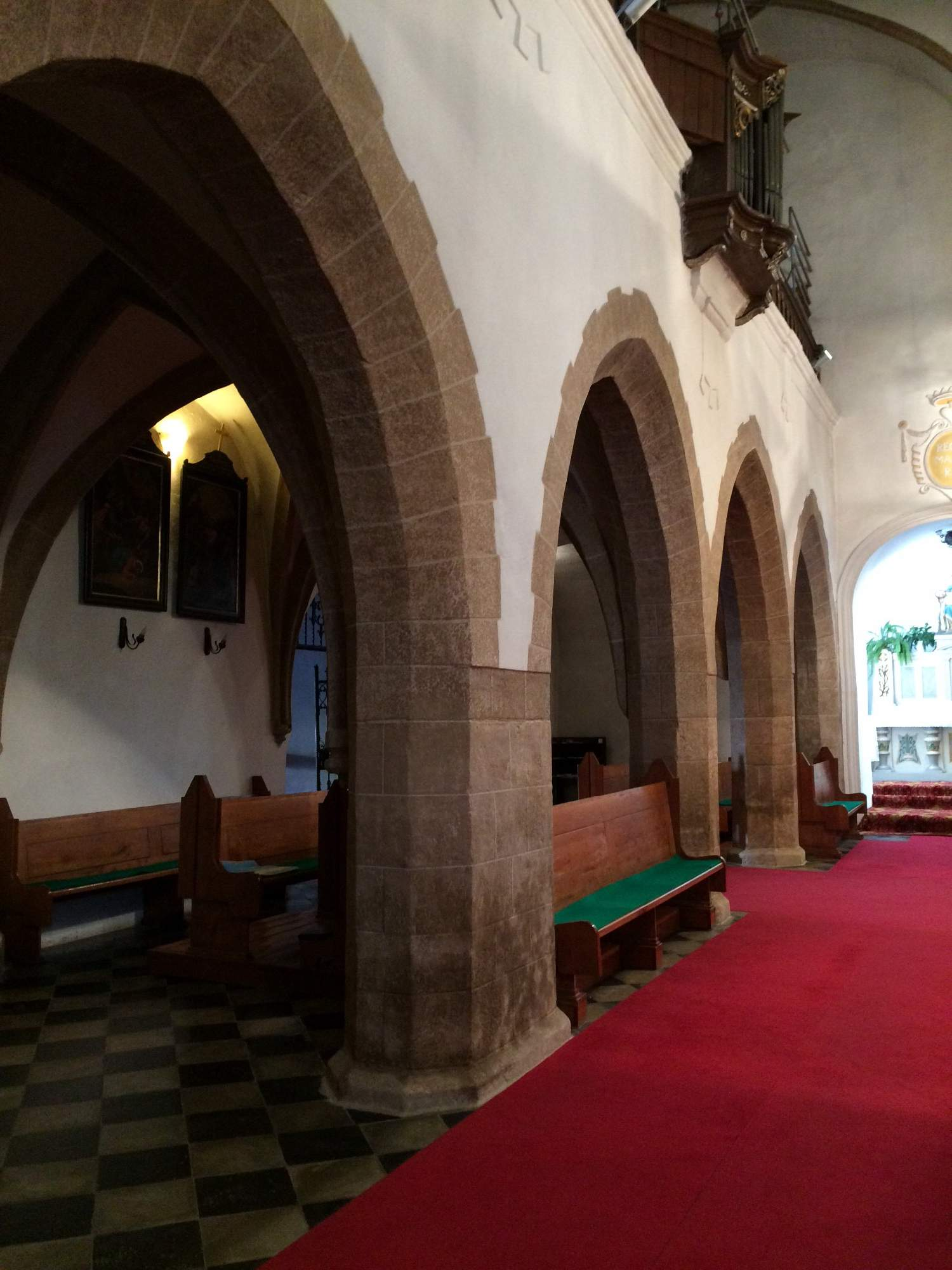
Prostor pod hudební kruchtou
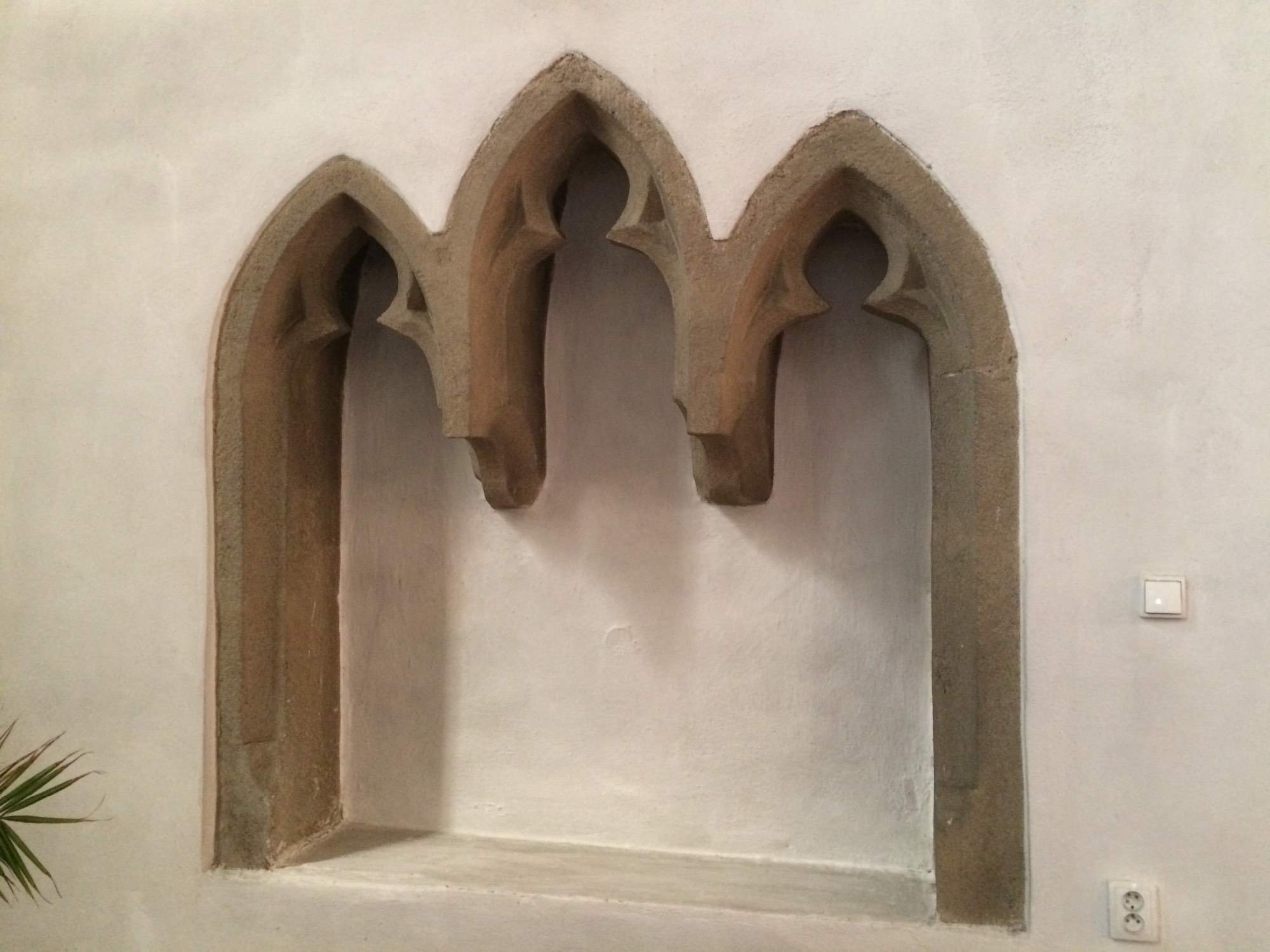
Gotické kamenné sedile
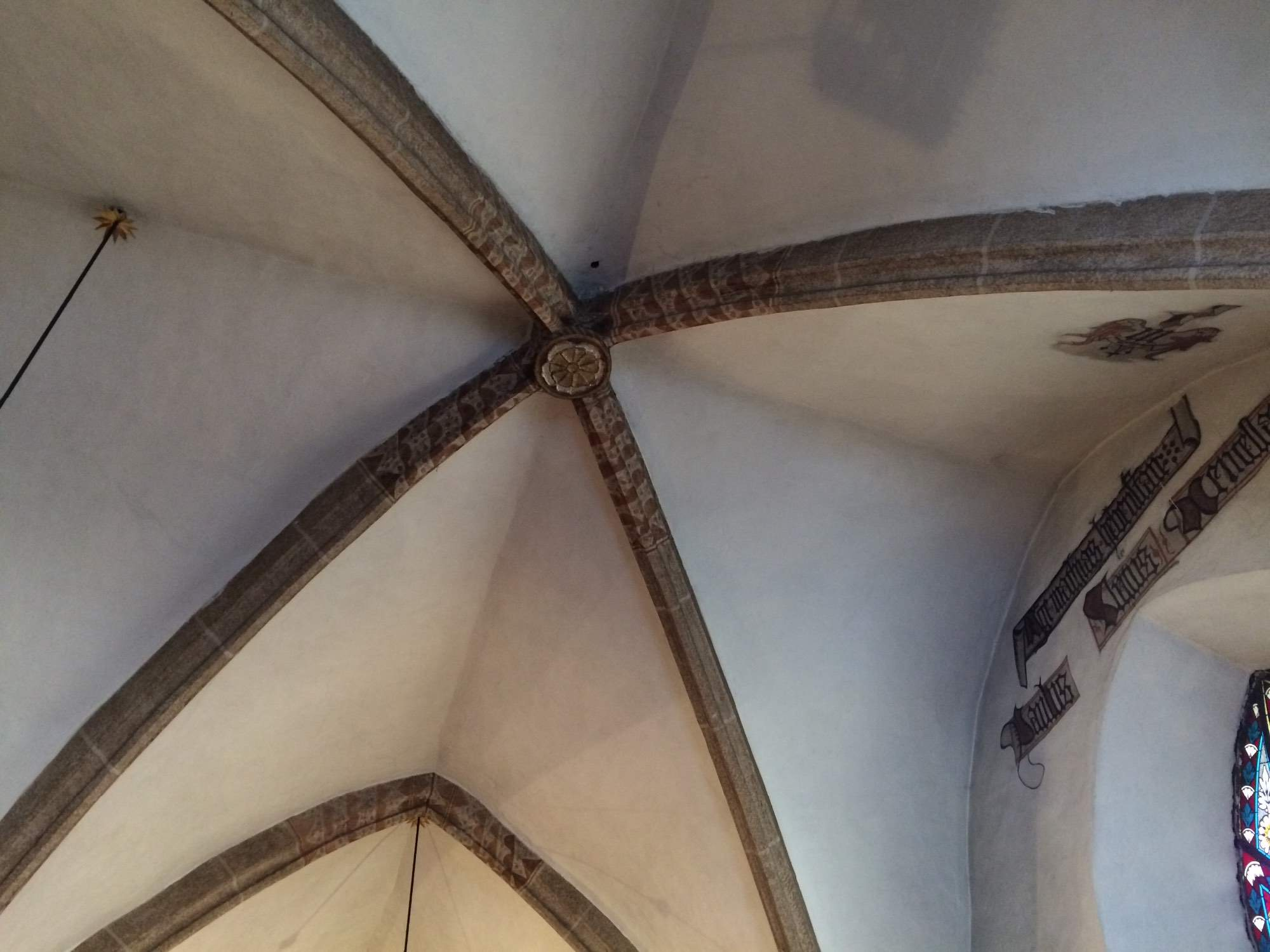
Ve svornících kleneb jsou erby významných rodů
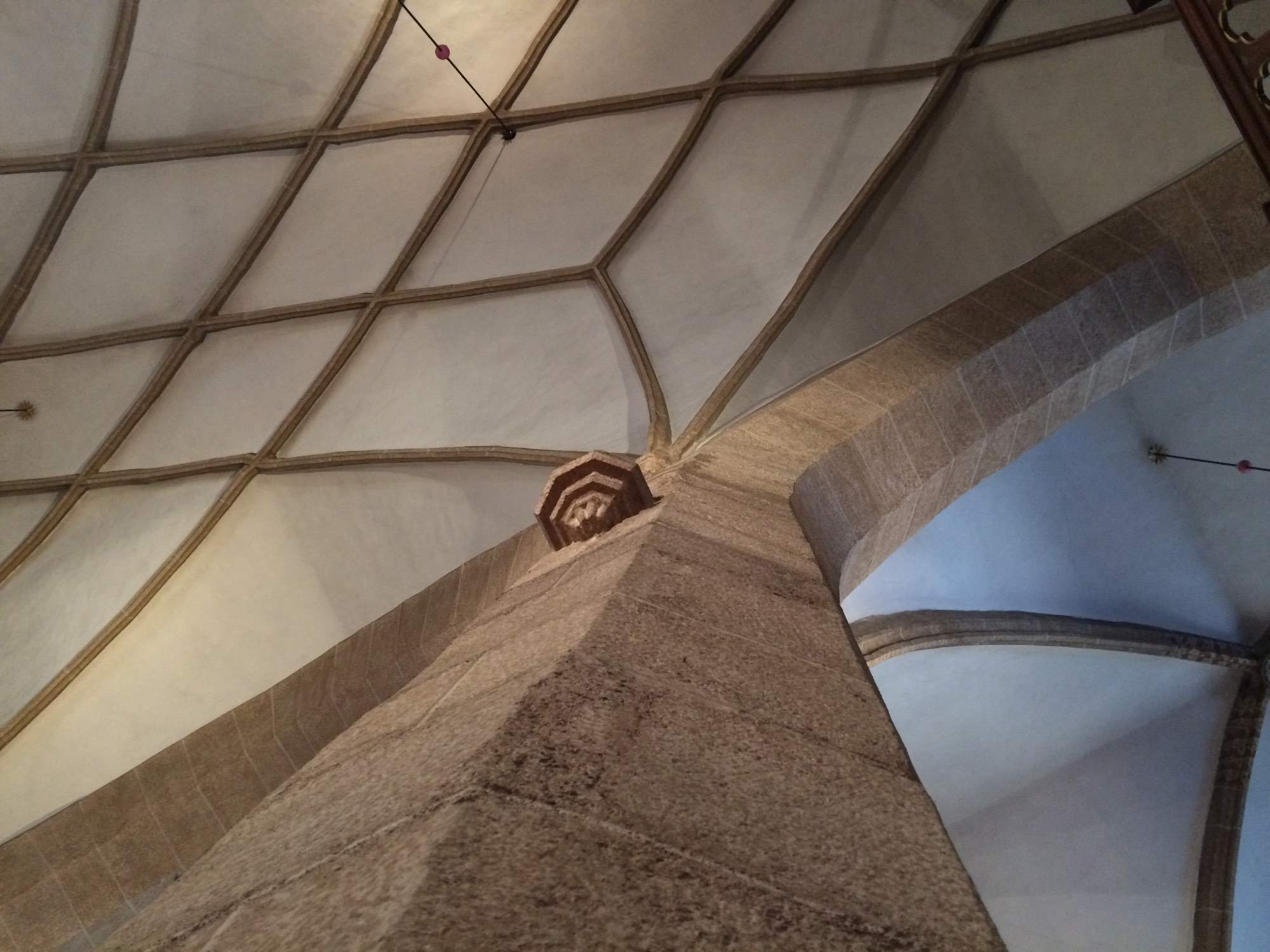
Pohled na síťové klenutí
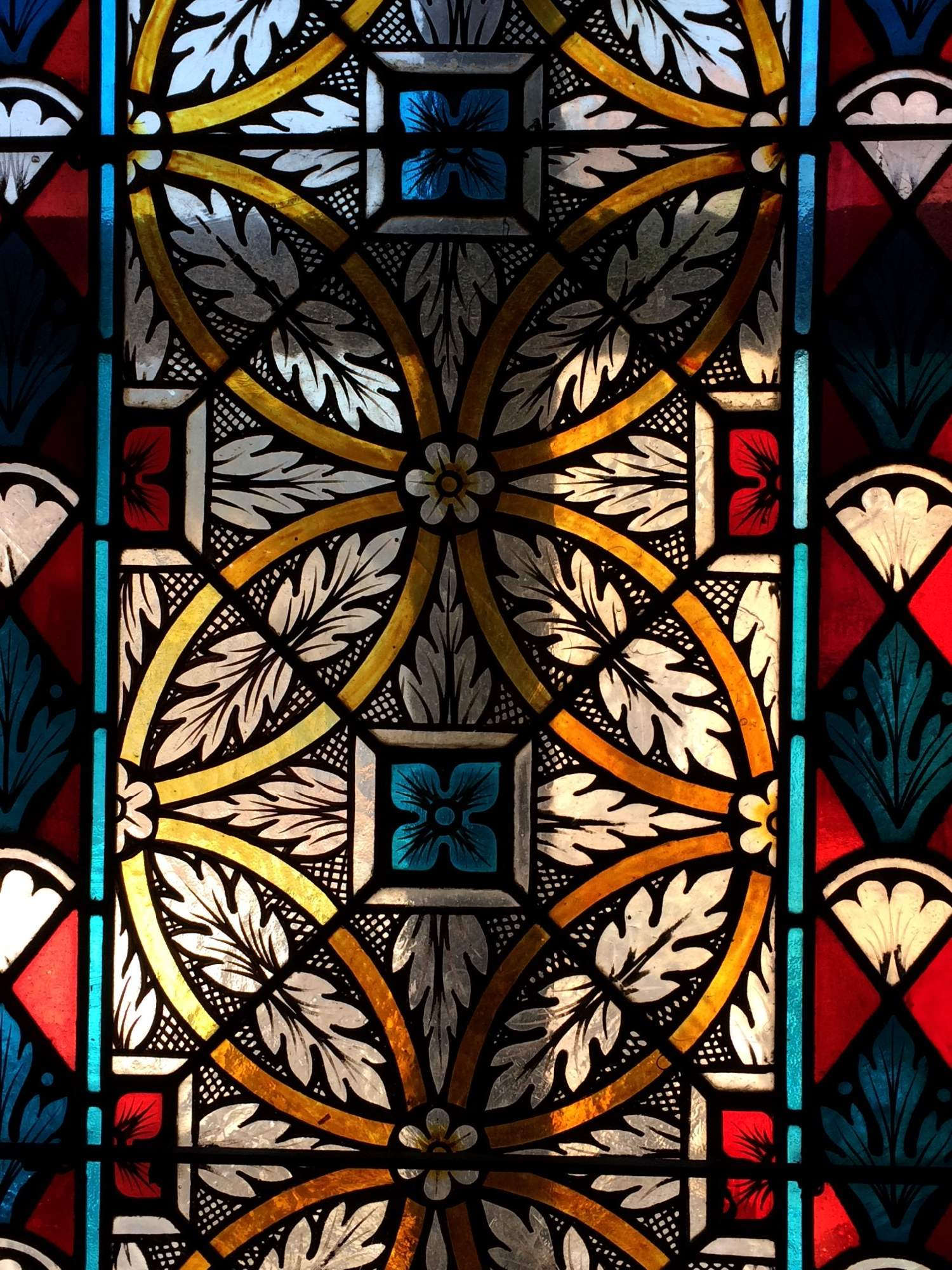
Detail vitráže okna
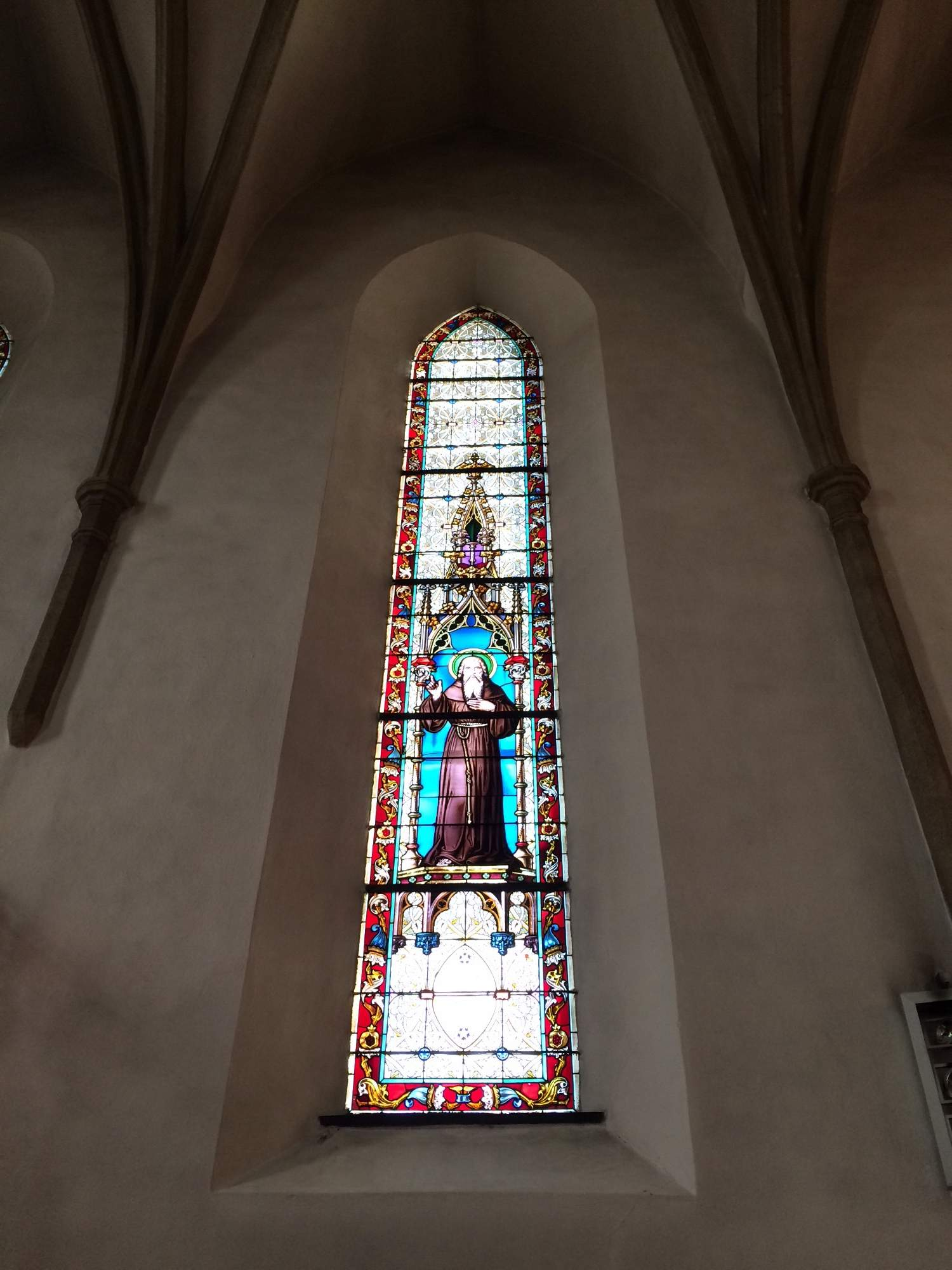
Lomená okna bez kružby
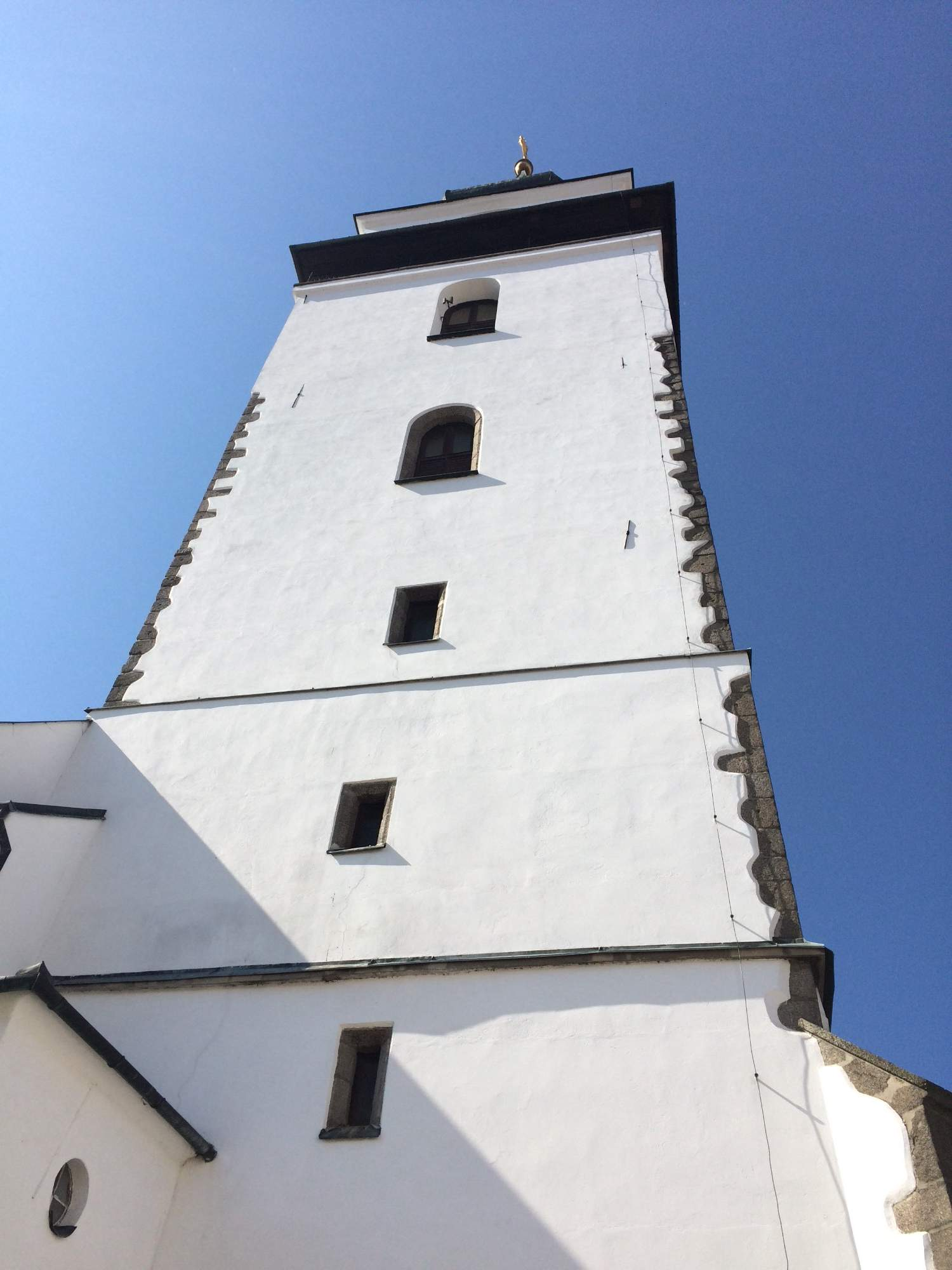
Věž čtvercového půdorysu
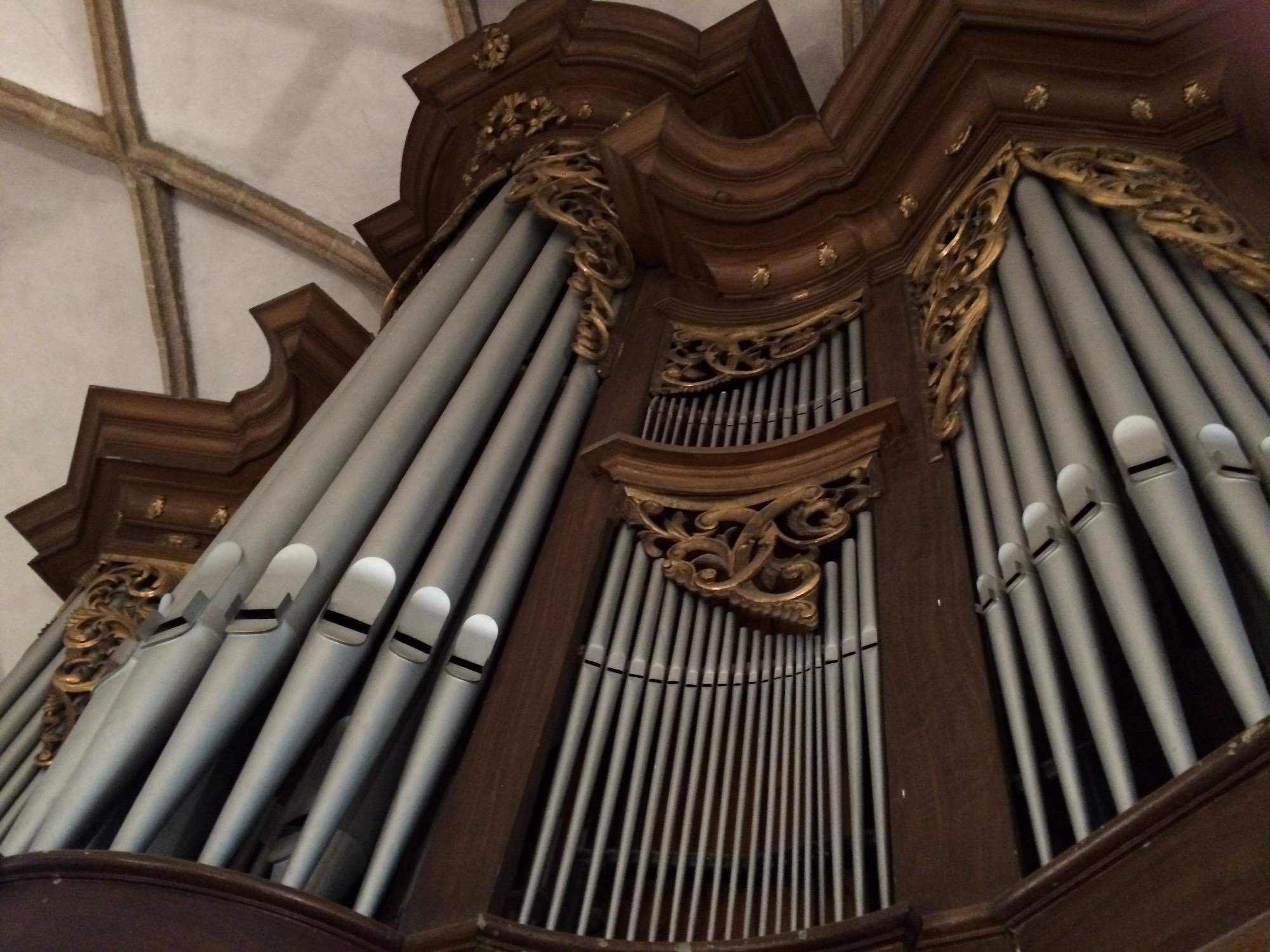
Pohled na varhany
- Půdorys kostela